# Obstnutzung
Die Obstnutzung umfasst alle Formen, wie Obst – eine besondere Art von Früchten – vom Menschen genutzt wird.
Die wichtigsten Gruppen von Obstarten sind hierbei Kernobst, Steinobst, Beerenobst und Samenobst. Von diesen Arten gibt es verschiedene Obstsorten, also züchterisch kultivierte Sorten:
- Tafelobst (Frischobst) bezeichnet Obstsorten, die sich – ohne weitere Zubereitung – zum Verzehr eignen. Dabei zeichnen sie sich meist durch besonders hochwertige Qualität aus.
- Wirtschaftsobst bezeichnet Obst, das zur weiteren Verarbeitung oder Zubereitung vorgesehen ist oder als Tafelobst nicht geeignet ist, wie das Fallobst.
Die Wörter für Wirtschaftsobst bezeichnen auch explizit Obstsorten, die ausschließlich oder vorrangig als Haushaltsobst der Haltbarmachung (Lagerobst, Trockenobst) oder Verarbeitung (Saftobst (Mostobst), Kochobst) dienen, sowie Futterobst zur Tierfütterung.
- Als mindeste Qualität von Nutzobst gilt Industrieobst als Rohstoff für die Gewinnung verschiedener Chemikalien.

Außer der Ernte wildwachsender Obstarten bildet der Obstbau die Grundlage für Nutzobst. Heutzutage wird Obst vorrangig in Obstplantagen angebaut. Die in Mitteleuropa früher übliche Sitte aber war, das Tafelobst im Obstgarten oder am Haus im Spalier, das Wirtschaftsobst auf Streuobstwiesen oder in Obstalleen zu pflanzen. Miteinbezogen in die Obstnutzung sind aber auch Wildfrüchte.
Da die meisten Aspekte der ursprünglichen Obstnutzung aber kaum eine wirtschaftliche Rolle mehr spielen, wird überflüssiges Obst im Allgemeinen entsorgt oder am Standort liegengelassen.
Die meistproduzierten Obstsorten weltweit sind Bananen (102 Millionen Tonnen im Jahr 2012, + 37 Millionen Tonnen Kochbananen), gefolgt von Äpfeln (76), Trauben (67) und Orangen (62).

## Tafelobst
Bei heimischem Obst galt, dass Tafelobst direkt von der Pflanze zum Verzehr geeignet ist, dass also Pflückreife und Genussreife zusammenfallen. Solche Sorten sind im Allgemeinen zum baldigen Verzehr vorgesehen, und nur begrenzt lagerfähig. Im modernen Obstbau kann durch Konservierung die Genussreife bis zur Marktreife hinausgezögert werden. Daher machen typische Tafelobstsorten den weitaus überwiegenden Teil allen Obstes aus, das heutzutage in unserer Gegend in den Handel kommt.
Südfrüchte, also in Europa nicht heimisches Obst, werden per Schiff gekühlt, tiefgekühlt, unter Luftabschluss oder in einer Schutzatmosphäre – oder als „Flugobst“ frisch – importiert und kommen zum überwiegenden Teil als Tafelobst auf den Markt.
Bei den meisten Arten von Tafelobst müssen die Früchte direkt gepflückt werden, um die Qualität nicht zu beeinträchtigen. Anderenfalls gelten sie als minderwertigeres Fallobst.
Auch an sich tadellose Früchte, die den heutigen strengen Erwartungen der Verbraucher nicht genügen, gelten als Ausschussobst und werden weiterverarbeitet. Daher gewährleistet eine großzügige Überproduktion, auch in schlechteren Erntejahren eine ausreichende Menge erlesener Früchte zur Verfügung stellen zu können. Eine Ausnahme hiervon bildet die biologische Landwirtschaft, die Obst in dem Qualitätsspektrum auf den Markt bringt, wie es geerntet wurde, und in ihren Qualitätskriterien andere Schwerpunkte sucht.

## Wirtschaftsobst
Durch den modernen Obstbau und die Methoden der Konservierung spielen Wirtschaftsobstsorten nur mehr bei wenigen Früchten eine wirtschaftliche Rolle. Noch bis in das mittlere 20. Jahrhundert hinein war die Ernährungslage der europäischen Bevölkerung aber auf Selbst- und Nahversorgung aufgebaut. Daher wurden viele heimische Obstsorten in zahlreichen – auch regional – verschiedenen Sorten kultiviert. Der Erhalt dieser – durch wirtschaftliche Bedeutungslosigkeit vom Aussterben bedrohten – „alten Sorten“ ist nur in Zusammenhang mit dem Wissen um ihre Nutzung und ihres Ursprungsgebietes zielführend. Das umfasst auch ihre Anbauform als Streuobst, Obstallee oder anderen historischen Mehrfachnutzungen mittelwertiger Kulturflächen.

### Fallobst
Als Fallobst bezeichnet man Früchte, die vom Baum gefallen sind (vgl. auflesen).
- Tafelobst, das im Allgemeinen direkt gepflückt werden muss, um von brauchbarer Qualität zu sein, erleidet dabei meistens Schäden und ist nur mehr für die Weiterverarbeitung geeignet.
- Manche Früchte wurden prinzipiell nicht geerntet, sondern vom Boden gelesen, etwa Nüsse. Auch der Speierling ist erst in überreifem Zustand von gutem Geschmack.
- Obst, das durch Natureinflüsse wie Hagel oder Sturm, oder durch Krankheiten vom Baum fällt, ist im Allgemeinen unreif und daher gänzlich unbrauchbar.

### Haushaltsobst
Obstsorten, die zur Haltbarmachung und erst späterem Verzehr vorgesehen sind, zeichnen sich insbesondere durch einen verhältnismäßig hohen Gehalt an natürlichen Konservierungsmitteln aus.

#### Lagerobst
Die Züchtung spezieller Lagerobstsorten macht sich den Umstand zunutze, dass manche Früchte „nachreifen“ können (Klimakterische Früchte), also nicht auf der Pflanze fertig ausreifen müssen. Bei Lagerobst handelt es sich meist auch um relativ dickschalige Sorten, die bei der Ernte noch ungenießbar sind.
- Die besondere Eignung des Kulturapfels für diesen Zweck macht ihn zum wichtigsten heimischen Obst. Manche Lagerbirnen waren bis in den Januar hinein haltbar, aber nur beim Apfel gibt es Sorten, die bis in den Mai hinein nicht verderben. Das hat dazu geführt, dass es eine Unzahl von Lagerapfel-Sorten gab.

#### Trocken- und Dörrobst
Trockenobst ist Obst, das durch Dörren (Darren) getrocknet und so äußerst haltbar wird. Zum Dörren eignen sich Sorten von meist vermindertem Saftgehalt, aber festem Fruchtfleisch.
- Die wichtigsten heimischen Dörrfrüchte sind Apfel, Birne (dann Kletze genannt), Zwetschge (Pflaume), Rosinen (Weintraube).

#### Saftobst (Mostobst)
Saftobst – auch: Mostobst – bezeichnet Obstsorten mit meist besonders hohem Wasser- und Fruchtzuckergehalt. Die Früchte werden nach der Ernte entsaftet und dann unter Umständen vergoren. (Die Verwendung des Wortes „Most“ umfasst dabei regional unterschiedlich allgemein „Fruchtsaft“ oder nur „vergorenen Obstsaft“).
- Als bedeutendstes Beispiel ist hier die Weintraube zu nennen, deren Kultivierung ein eigener Wirtschaftszweig, der Weinbau ist. (Tafeltrauben aber zählen zum Tafelobst)
- Von wirtschaftlicher Bedeutung sind in der EU „Saftobstsorten“ nur mehr bei Apfel und Orange, die den weitaus überwiegenden Anteil am Handel mit Fruchtsäften ausmachen.
- In früheren Zeiten waren Apfel und Birne die bei weitem wichtigsten Saftfrüchte, da sie kaltgepresst werden konnten: Daher gibt es die ausdrückliche Sortenbezeichnung Mostapfel und Mostbirne.
- Der überwiegende Teil der heimischen Früchte musste heißentsaftet werden und wurde nicht explizit als Saftobst gezüchtet, sondern es wurden minderwertige Früchte dazu herangezogen. Dieser Fall ist der einzige, wo im modernen Obstbau neue Spezialsorten gezüchtet werden, um die Nachfrage nach ausgefallenen Saftsorten zu stillen.

#### Kochobst
Als Kochobst gelten Früchte und Obstsorten, die sich für die Zubereitung von Speisen eignen. Diese zeichnen sich aus durch mittleren Fruchtzuckergehalt, gewisse Säure, insbesondere aber durch Aromen, die nicht hitzeempfindlich sind, sondern erst dann besonders zur Geltung kommen. Speisen, die unter Zuhilfenahme ungeeigneter Sorten hergestellt werden, bleiben meist fade und müssen durch übermäßigen Zusatz von Zucker oder Aromastoffen „geschönt“ werden. Auch auf leichte Trennbarkeit von Schale, Fruchtfleisch und Kern oder Kerngehäuse wird in der Zucht Wert gelegt. Kochobst dient auch der Herstellung von Kompotten, die direkt verzehrt werden.
- Auch hier muss wieder der Apfel als weitaus wichtigster Vertreter genannt werden.

#### Einmachobst

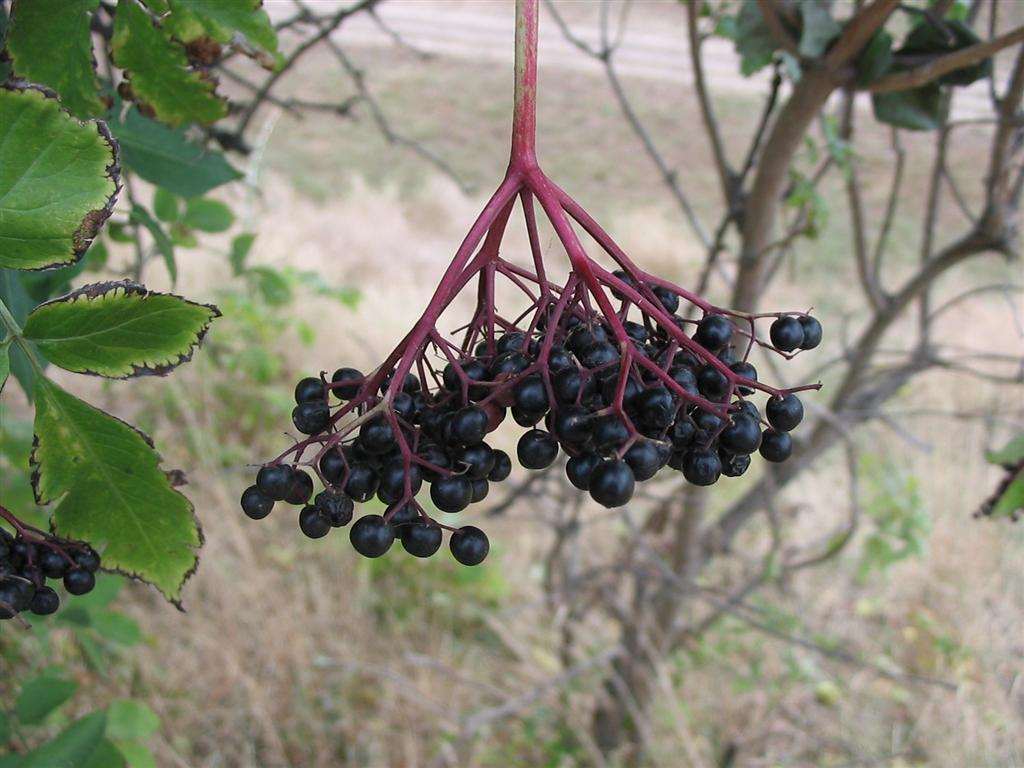
Reife Holunderfrüchte

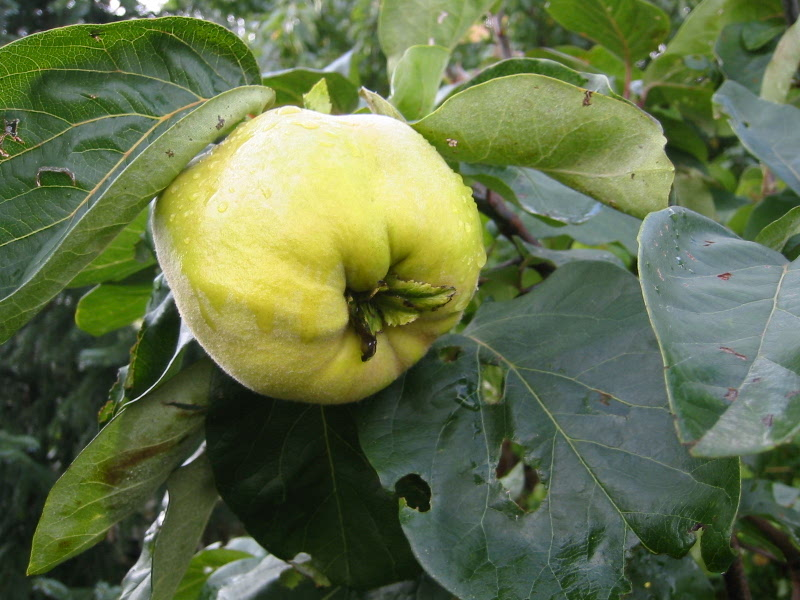
Quittenfrucht (Cydonia oblonga)

Als Einmachobst deklariertes Obst, das sich zum Einmachen eignet, hat in der Regel einen sehr hohen Zuckergehalt und meist hohe Anteile an Fruchtsäuren und natürlichen Konservierungsmitteln (z. B. das aus Äpfeln gewonnene Pektin), welche bei direktem Verzehr der Verdauung nicht unbedingt förderlich sind. Eingemacht werden Muse, Marmeladen (Konfitüren), Gelees und Ähnliches:
- Neben Äpfeln usw. zählen hierzu insbesondere heimische Beeren wie die Preiselbeere oder Steinobst wie die Marille oder im süddeutsch-österreichischen Raum die Zwetschge (Powidl).
- Darüber hinaus können auch Früchte, die roh mehr oder weniger ungenießbar sind und daher kaum als Obst bezeichnet werden, durch Einkochen genießbar gemacht werden, wie etwa die Quitte oder der Holunder (Holler).

Generell wird der Begriff auch für bestimmte Obstsorten (im Sinne von Züchtungen) verwendet, die durch besondere Eigenschaften gut zum Einwecken geeignet sind, etwa besonders feste Pfirsiche, die durch die Erwärmung während des Einkochvorgangs nicht zerfallen.

### Futterobst
Alles Obst, das für den menschlichen Verzehr nicht geeignet, aber auch nicht verdorben war, diente in einer Subsistenzwirtschaft als wertvolles Futtermittel, insbesondere in der Schweinemast, aber auch für Vieh, Schaf und Ziege, Kleinvieh und natürlich auch das wertvollste Arbeitstier, das Pferd. Auch diese Anwendung spielt nur mehr eine untergeordnete Rolle.

## Industrieobst
Industrieobst dient zur Herstellung diverser natürlicher Nahrungsmittelzusatzstoffe wie Fruchtzucker, Pektin (das aus Äpfeln gewonnen wird), Vitamin C oder Industriealkohol. Da aber die Herstellung naturidentischer Nahrungsmittelzusatzstoffe und leichter zu erntende Früchte wie Kartoffel und Zuckerrübe für Alkohol billiger sind, ist Industrieobst kein bedeutender Wirtschaftsfaktor.